# Пізнє шоу з Девідом Леттерманом
Пізнє шоу з Девідом Леттерманом (англ. Late Show with David Letterman) — американська телепередача, нічне ток-шоу на телеканалі CBS, ведучим якого був відомий тележурналіст Девід Леттерман.

## Історія

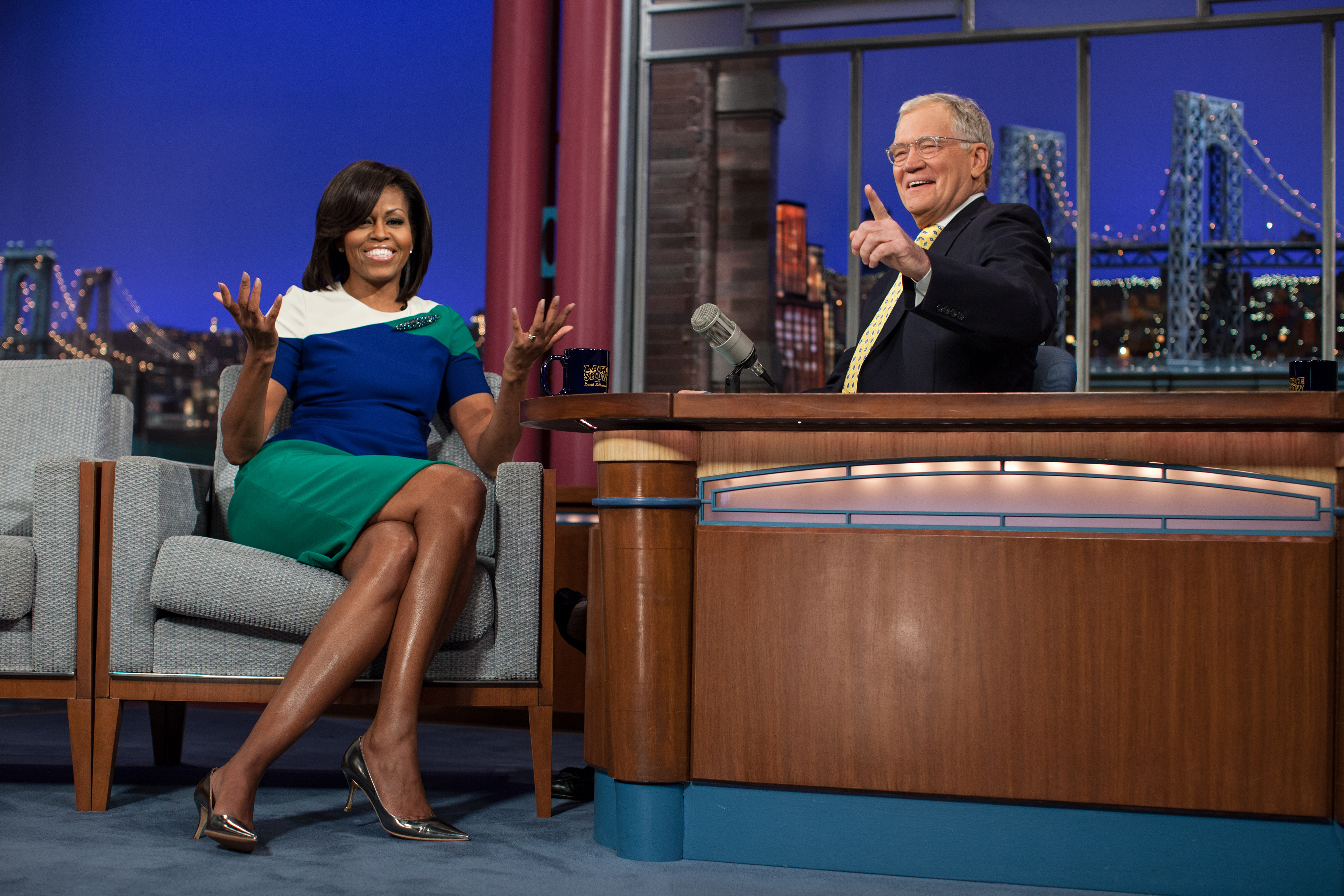
Перша леді США Мішель Обама під час інтерв'ю з Девідом Леттерманом

Перший випуск вийшов в ефір 30 серпня 1993 року і був створений компанією Леттермана, Worldwide Pants Incorporated. Музичний керівник шоу — Пол Шаффер, головний сценарист — Метт Робертс, диктор — Алан Калтер. Передача неодноразово визнавалася найпопулярнішим нічним ток-шоу в країні. В 2009 році телепередача отримала прибуток від реклами у 271 млн доларів США.
На більшій частині території США телепередача виходила в ефір о 23 годині 35 хвилин за східним/тихоокеанським часом, а записувалася з понеділка по середу в 16:30 і по четвергах о 15:30 і 18:00. Другий записаний в четвер епізод зазвичай транслювався у п'ятницю того ж тижня.
У 2002 році телепередача посіла сьоме місце в списку П'ятдесят найкращих телешоу всіх часів за версією TV Guide. CBS мала контракт з Worldwide Pants Incorporated на продовження випуску шоу до 2014 року. У квітні 2014 року Девід Леттерман заявив, що 2015 рік стане останнім для нього як ведучого, а його місце займе Стівен Кольбер. Останній випуск шоу з'явився на екранах 20 травня 2015 року. З 8 вересня 2015 канал CBS почав транслювати Пізнє шоу зі Стівеном Кольбером.

## Нагороди
Телепередача 16 разів поспіль номінувалася на Прайм-тайм премію «Еммі» в категорії «Найкраще вар'єте, музична або комедійна програма» з сезону 1993-1994 по 2008-2009, при цьому шоу отримало 6 нагород. З 2010 року передача не номінувалася.

## Трансляція в Україні
Шоу проходив на телеканалі 1+1, Новий канал та ICTV з українським субтитром.